# Mactea matsumurai
Mactea matsumurai là một loài ruồi trong họ Asilidae. Mactea matsumurai được Hradský & Geller-Grimm miêu tả năm 2003. Loài này phân bố ở vùng Cổ Bắc giới.